# Elsa Martinelli

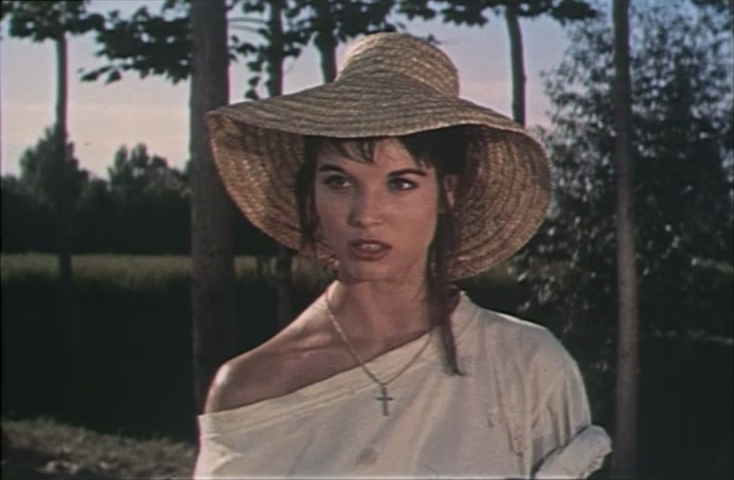
Martinelli într-o scenă din filmul La risaia

Elsa Martinelli  (n. 30 ianuarie 1935, Grosseto, Toscana, Italia – d. 8 iulie 2017, Roma, Italia) a fost o actriță și fotomodel italian. 
Printre cele mai cunoscute filme ale sale se numără Hatari! (1962), Procesul (1962), A zecea victimă (1965), Dacă e marți, e Belgia (1969) și Jocul care ucide (1969). 

## Biografie
Martinelli a lucrat inițial ca vânzătoare și chelneriță de bar. A fost descoperită de designerul italian Roberto Capucci în 1953 și ca urmare a lucrat ca fotomodel și manechin. Kirk Douglas a adus-o de fapt în vița din lumea filmului, în 1954 jucând în The Indian Fighter.
La Festivalul Internațional de Film de la Berlin din 1956, a primit premiul Ursul de Argint pentru cea mai bună actriță, pentru rolul Donatella în filmul cu același nume. Unul dintre cele mai cunoscute roluri ale ei a fost în filmul de aventură din 1962 Hatari!, alături de John Wayne și Hardy Krüger. Ea a avut alte apariții notabile în anii 1960 în comedia de film a lui Melville Shavelson The Pigeon That Took Rome, alături de Charlton Heston, în filmul Procesul (1962), adaptarea după Kafka a regizorului Orson Welles unde a jucat alături de vedete mondiale precum Anthony Perkins, Jeanne Moreau și Romy Schneider, în filmul dramtic The V.I.P.s regizat de Anthony Asquith alături de Elizabeth Taylor, Richard Burton și Rod Taylor, în filmul de aventură Fabuloasa aventură a lui Marco Polo, în care a jucat alături de actori precum Horst Buchholz și Anthony Quinn, în drama cu agenți a lui Elio Petri, The Tenth Victim, bazată pe un model al scriitorului de SF Robert Sheckley ca oponentă al lui Marcello Mastroianni și Ursula Andress sau în ambele filme episodice Cea mai veche meserie din lume în regia lui Mauro Bolognini și De șapte ori femeie de Vittorio De Sica.
În anii 1970, Martinelli s-a retras din ce în ce mai mult din industria cinematografică, ulterior devenind o creatoare de modă de succes. Ultimul ei rol l-a avut în serialul italian de televiziune Orgoglio în anul 2004.
Fiica Elsei Martinelli este actrița Cristiana Mancinelli, născută în 1958, din căsătoria ei din 1957 cu contele Franco Mancinelli Scotti di San Vito.
Din 1968 Martinelli a fost căsătorită cu fotograful Willy Rizzo (1928-2013). 
Elsa Martinelli a decedat de cancer în iulie 2017, la vârsta de 82 de ani.

## Filmografie selectivă

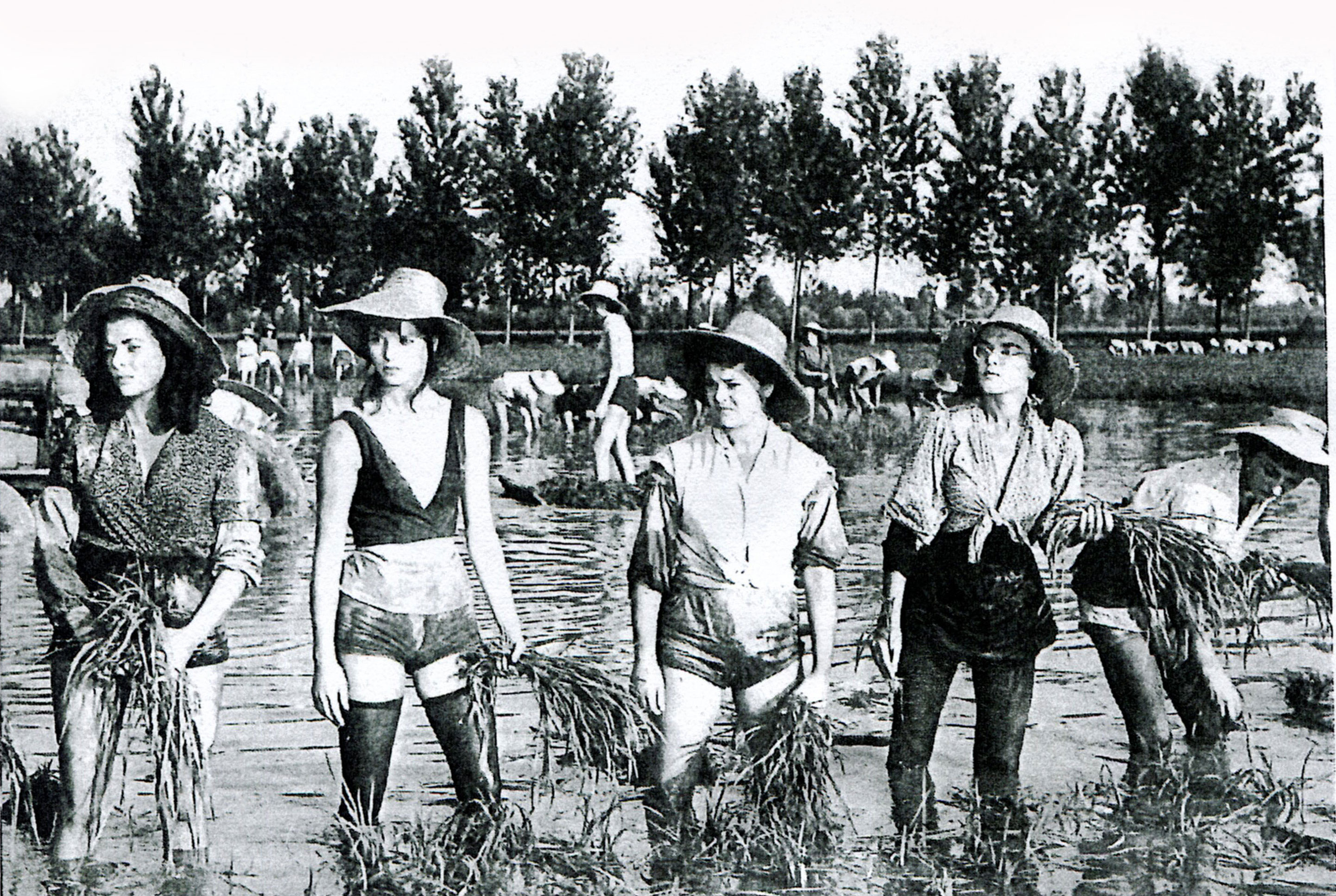
În filmul La risaia (1955) de Raffaello Matarazzo

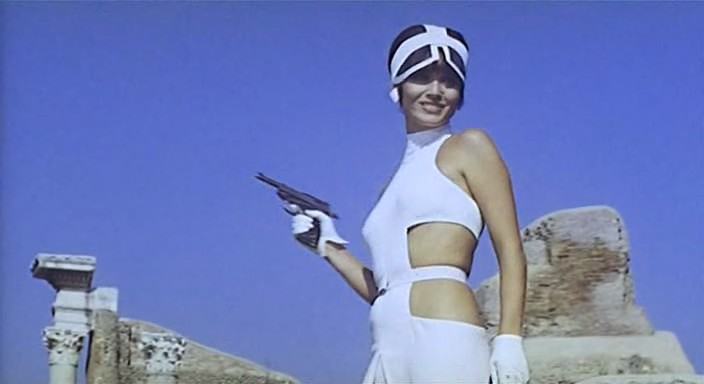
În filmul A zecea victimă (1965) de Elio Petri

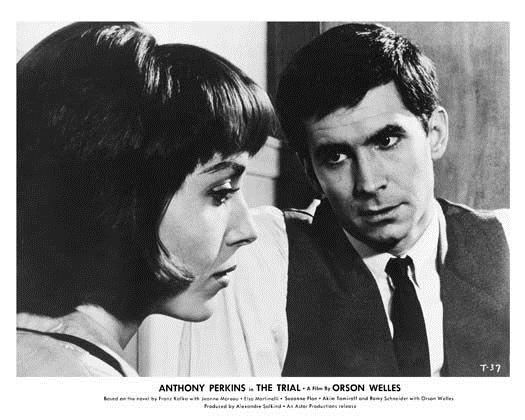
Cu Anthony Perkins în filmul Procesul (1962) de Orson Welles

- 1954 Roșu și negru (Le Rouge et le noir), (nemenționat), regia Claude Autant-Lara
- 1954 Se vincessi cento milioni, episodul „L'indossatrice”, regia Carlo Campogalliani și Carlo Moscovini
- 1955 La risaia, regia Raffaello Matarazzo
- 1955 Il cacciatore di indiani (The Indian Fighter), regia André De Toth
- 1956 Donatella, regia Mario Monicelli
- 1957 Manuela, regia Guy Hamilton
- 1957 La mina, regia Giuseppe Bennati
- 1958 I battellieri del Volga, regia Viktor Turžanskij
- 1959 Ciao, ciao bambina! (Piove), regia Sergio Grieco
- 1959 Tunisi top secret, regia Bruno Paolinelli
- 1959 Costa Azzurra, regia Vittorio Sala
- 1959 La notte brava, regia Mauro Bolognini

- 1960 I piaceri del sabato notte, regia Daniele D'Anza
- 1960 Il carro armato dell'8 settembre, regia Gianni Puccini
- 1960 Un amore a Roma, regia Dino Risi
- 1960 Căpitanul (Le Capitan), regia André Hunebelle
- 1960 Să mori de plăcere (Et mourir de plasir), regia Roger Vadim
- 1961 La minaccia (La menace), regia Gérard Oury
- 1962 Hatari!, regia Howard Hawks
- 1962 Pranzo di Pasqua (The Pidgeon That Took Rome), regia Melville Shavelson
- 1962 Pelle viva, regia Giuseppe Fina
- 1962 Procesul (Le procès), regia Orson Welles
- 1963 International Hotel (The V.I.P.S.), regia Anthony Asquith
- 1963 Il grande safari (Rampage), regia Phil Karlson
- 1964 La calda pelle (De l'amour) regia Jean Aurel
- 1965 L'or du duc, regia Jacques Baratier
- 1965 Da New York: la mafia uccide! (Je vous salue Mafia!), regia Raoul Lévy
- 1965 Fabuloasa aventură a lui Marco Polo (La fabuleuse aventure de Marco Polo), regia Denys de La Patellière, Raoul Lévy și coregizorul Noël Howard
- 1965 A zecea victimă (La decima vittima), regia Elio Petri
- 1966 Allarme in 5 banche (Un milliard dans un biliard), regia Nicolas Gessner
- 1966 Come imparai ad amare le donne, regia Luciano Salce
- 1967 Dossier Marocco 7 (Maroc 7), regia Gerry O'Hara
- 1967 De șapte ori femeie (Sette volte donna/Woman Times Seven), episodul „Super Simone”, regia Vittorio De Sica
- 1967 Qualcuno ha tradito, regia Franco Prosperi
- 1967 L'amore attraverso i secoli, episodio "Les nuits romaines", regia Mauro Bolognini
- 1968 Il mio corpo per un poker, regia Lina Wertmüller și Pietro Cristofani
- 1968 Manon 70, regia Jean Aurel
- 1968 Un dollaro per 7 vigliacchi, regia Giorgio Gentili
- 1969 Dacă e marți, e Belgia (If It's Tuesday, This Must Be Belgium), regia Mel Stuart
- 1969 Jocul care ucide (Maldonne), regia Sergio Gobbi
- 1969 Una sull'altra, regia Lucio Fulci
- 1969 L'amica, regia Alberto Lattuada

- 1970 Candy e il suo pazzo mondo (Candy), regia Christian Marquand
- 1970 OSS 117 prend des vacances, regia Pierre Kalfon
- 1970 Katmandu (Les Chemins de Katmandou), regia André Cayatte
- 1971 L'araucana, massacro degli dei (La araucana), regia Julio Coll
- 1973 L'ultima rapina a Parigi (La part des lions), regia Jean Larriaga
- 1976 Il garofano rosso, regia Luigi Faccini

- 1985 Sono un fenomeno paranormale, regia Sergio Corbucci
- 1988 Pigmalione 88, regia Flavio Mogherini
- 1990 Arrivederci Roma, cortometraggio, regia Clive Donner
- 1992 Sette criminali e un bassotto (Once Upon A Crime), regia Eugene Levy
- 1999 Cabiria, Priscilla e le altre, cortometraggio, regia Fabrizio Celestini

## Premii
- 1956 Festivalul Internațional de Film de la Berlin – premiul Ursul de Argint pentru cea mai bună actriță, lui Elsa Martinelli, pentru rolul Donatella.